# اینار مینددال راسموسن
اینار مینددال راسموسن (دانمارکی: Ejnar Mindedal Rasmussen; ۱۹ ژوئن ۱۸۹۲ – ۲۳ دسامبر ۱۹۷۵) معمار اهل دانمارک بود.
از افتخارات وی میتوان به کسب مدال نقره طراحی ساختمان در بخش مسابقات هنری بازی‌های المپیک تابستانی ۱۹۲۸ اشاره کرد.